# Реализация права
Реализация права —  процесс воплощения правовых норм субъектами права.

Существует несколько классификаций форм реализации права. Наиболее распространенной является разделение реализации по способам совершения правообразующих действий и того, какие предписания реализуются (субъективное право, юридическая обязанность или правовой запрет). 
Соответственно выделяют: использование (осуществление), исполнение и соблюдение. 
В качестве особой формы реализации права выделяют применение права.

## Формы реализации права
Использование — направлено на осуществление правомочий субъекта, и по его усмотрению здесь может иметь место как активное, так и пассивное поведение. Реализуются нормы закона, которые наделяют субъекта правами.
Исполнение — требует от субъекта активных действий, связанных с претворением в жизнь обязывающих предписаний. Особенно это относится к разным органам государства и должностным лицам государственных и негосударственных организаций, поскольку многие из них создаются и действуют, прежде всего, для исполнения норм права.
Соблюдение — пассивное воздержание субъекта от совершения действий, находящихся под запретом. Государство, возложив конкретную обязанность на различных субъектов общественных отношений, вправе требовать соблюдения этих предписаний от субъектов, а в необходимых случаях принуждать их к этому.
Применение права — активная властная деятельность государства в лице его компетентных органов по разрешению конкретного юридического дела. Применение – это точное, неуклонное строжайшее соблюдение законов, т.е. режим законности.